# Dimos Orestiada
Dimos Orestiada (Orestiada) är en kommun i Grekland.   Den ligger i prefekturen Nomós Évrou och regionen Östra Makedonien och Thrakien, i den nordöstra delen av landet, 500 km nordost om huvudstaden Aten. Antalet invånare är 39 375.